# Lecheng
Lecheng is een dorp in het district Central in Botswana. De plaats telt 3344 inwoners (2011).